# Mohamed Amine Zariat
 (août 2023).
La mise en forme du texte ne suit pas les recommandations de Wikipédia : il faut le « wikifier ».
Les points d'amélioration suivants sont les cas les plus fréquents :
- Les titres sont pré-formatés par le logiciel. Ils ne sont ni en capitales, ni en gras.
- Le texte ne doit pas être écrit en capitales (les noms de famille non plus), ni en gras, ni en italique, ni en « petit »…
- Le gras n'est utilisé que pour surligner le titre de l'article dans l'introduction, une seule fois.
- L'italique est rarement utilisé : mots en langue étrangère, titres d'œuvres, noms de bateaux, etc.
- Les citations ne sont pas en italique mais en corps de texte normal. Elles sont entourées par des guillemets français : « et ».
- Les listes à puces sont à éviter, des paragraphes rédigés étant largement préférés. Les tableaux sont à réserver à la présentation de données structurées (résultats, etc.).
- Les appels de note de bas de page (petits chiffres en exposant, introduits par l'outil «  Source ») sont à placer entre la fin de phrase et le point final[comme ça].
- Les liens internes (vers d'autres articles de Wikipédia) sont à choisir avec parcimonie. Créez des liens vers des articles approfondissant le sujet. Les termes génériques sans rapport avec le sujet sont à éviter, ainsi que les répétitions de liens vers un même terme.
- Les liens externes sont à placer uniquement dans une section « Liens externes », à la fin de l'article. Ces liens sont à choisir avec parcimonie suivant les règles définies. Si un lien sert de source à l'article, son insertion dans le texte est à faire par les notes de bas de page.
- La présentation des références doit suivre les conventions bibliographiques. Il est recommandé d'utiliser les modèles {{Ouvrage}}, {{Chapitre}}, {{Article}}, {{Lien web}} et/ou {{Bibliographie}}. Le mode d'édition visuel peut mettre en forme automatiquement les références.
- Insérer une infobox (cadre d'informations à droite) n'est pas obligatoire pour parachever la mise en page.

Pour une aide détaillée, merci de consulter Aide:Wikification.
Si vous pensez que ces points ont été résolus, vous pouvez retirer ce bandeau et améliorer la mise en forme d'un autre article.
محمد أمين زرياط
Mohamed Amine Zariat (Tamazight marocain standard : ⵎoⵀⴰⵎⴻⴷ  ⴰⵎⵉⵏⴻ  ⵣⴰⵔⵉⴰⵜ ، en arabe: محمد أمين زرياط) est un entrepreneur social dans le domaine de l'éducation et l’inclusion des jeunes et des femmes, par le sport et ex-joueur international de Basketball,. Il a occupé plusieurs postes de direction au sein de plusieurs organismes d'éducation au Maroc. Diplômé de plusieurs écoles et instituts prestigieux tels que l’ISCAE Casablanca,,, l'Académie internationale des sciences et techniques du sport en Suisse et l'université Stanford aux États-Unis. Il accompagne des individus, des équipes et des organisations en tant que coach professionnel spécialisé dans les sujets de leadership, la process communication model et la durabilité transformationnelle,. Il a fondé TIBU Maroc en 2010 qui est devenue aujourd'hui l'ONG Tibu Africa avec une large couverture nationale et africaine et une vision de devenir la locomotive du développement par le sport en Afrique à l'horizon 2030. En 2018, il a été nommé Ashoka Fellow grâce à sa vision d'utilisation du sport pour des fins d'éducation,,,,, de développement humain et de transformation positive des jeunes et des femmes. Il a été choisi parmi les 80 leaders globaux par le département d'État Américain à la suite de sa participation à plusieurs programmes aux États-Unis entre 2013 et 2018,.

## Jeunesse et fondation deTibu Africa
Le parcours de Mohamed Amine Zariat débute à Casablanca, sa ville natale au sein d'une famille modeste. À l'âge de treize ans, sa rigueur bien discipliné et sa détermination dans le sport attirent l'attention d'un professeur d'éducation physique qui l'oriente vers le basketball. Malgré la perte précoce de son père, Zariat bénéficie du soutien indéfectible de sa mère qui est pour lui une source d'inspiration et de motivation.
Inspiré par ses mentors et coéquipiers, il réalise que la réussite dans le sport nécessite des accomplissements académiques. Après une carrière de huit ans en tant que joueur de basketball,,, Zariat prend la décision cruciale de se consacrer pleinement à l'éducation tout en lançant le projet du Tournoi International de Basketball Universitaire (Tibu),.
Surmontant les défis initiaux, sa détermination lui permet de trouver des partenaires à la dernière minute, assurant ainsi le succès du tournoi inaugural. Par la suite, il crée TIBU Maroc devenue aujourd'hui Tibu Africa, en tant qu'association engagée dans la création d'impacts durables à travers le sport. La mission de TIBU est d'autonomiser les jeunes en leur inculquant les valeurs du sport pour devenir des champions de la vie, s'intégrer harmonieusement dans le monde du travail et développer des compétences entrepreneuriales. L'organisation propose des programmes variés, dont la formation sportive, une académie de basketball pour les joueurs d'élite, une école Handibasket,,,,, ainsi que des centres de développement TIBU au sein des écoles pour améliorer les résultats scolaires.

## Autonomisation des jeunes grâce au sport et à l'entrepreneuriat social
Mohamed Amine Zariat croit fermement en la promotion des valeurs du sport et de leur application dans la vie quotidienne. Tibu Africa accorde également une grande importance à la formation en langues, en informatique, en leadership, en marketing digital, aux nouvelles technologies et en entrepreneuriat sportif. Par ailleurs, Tibu Africa offre des opportunités d'emploi grâce à des bourses mensuelles, permettant ainsi aux jeunes de surmonter les difficultés et de devenir des coachs de vie par le sport. L'approche novatrice de TIBU contribue de manière significative à la réduction du chômage des jeunes en utilisant le sport comme un outil de développement des compétences et de l'employabilité et un levier de développement économique.,,,,,
En tant qu'entrepreneur social engagé, Zariat est animé par une passion indéfectible pour faire avancer la mission de Tibu Africa. En privilégiant l'ouverture d'esprit, ll'écoute active et l'humilité, il met à profit ses compétences de coaching pour favoriser des relations durables. Convaincu que les bénéfices sociaux sont aussi importants que les bénéfices financiers, Zariat et Tibu Africa touchent des populations diverses, indépendamment de leur origine ou de leur âge,.

## Un modèle de détermination et d'inclusion socio-économique
Aujourd'hui, Mohamed Amine Zariat est un exemple inspirant de détermination, d'engagement et de persévérance. Son travail avec Tibu Africa contribue de manière significative à l'inclusion socio-économique des jeunes au Maroc, en utilisant le sport comme un catalyseur de réussite personnelle et professionnelle,,.

## References
1. ↑  « Dakar: Tibu Africa mise sur les femmes et les jeunes. Le point avec Mohamed Amine Zariat », sur Medi1 News, 23 mars 2023 (consulté le 7 août 2023)
2. ↑  Pauline Maisterra, « Mohamed Amine Zariat : "il n’y a pas de stratégie nationale développant l’accès des filles aux sports" (Interview) », sur Femmes du Maroc, 1er octobre 2020 (consulté le 7 août 2023)
3. 1 2  « Basketball : TIBU Maroc lance un nouveau programme ciblant 54.000 élèves dans 120 écoles », sur Hespress Français - Actualités du Maroc, 22 septembre 2019 (consulté le 7 août 2023)
4. 1 2  (en) Mediamarketing.ma, « Mohamed Amine ZARIAT : Founder & President - TIBU Basketball Academy », sur mediamarketing.ma (consulté le 7 août 2023)
5. ↑  Etudiant à l’ISCAE Casablanca Après avoir décroché mon bac en sciences économiques et j’ai décidé d’opter pour les classes préparatoires aux grandes écoles IBN TAIMIYA à Marrakech Ce verdict est tombé suivant une citation de Corneille qui stipule qu’à vaincre sans péril on triomphe sans gloire et c’est pendant mes deux années aux CPGE que j’ai découvert ma passion pour l’écriture Quand je m’éloigne de la formation académique, « TEDxISCAE : « The Power Of Why » – GROUPE ISCAE », 27 mars 2017 (consulté le 7 août 2023)
6. ↑  « Athletic Director - American Academy Universal Education Council », sur www.aac.ac.ma (consulté le 7 août 2023)
7. 1 2 3  « Mohamed Amine Zariat, le seul marocain parmi les 80 leaders globaux du programme américain IVLP », sur www.maroc-hebdo.press.ma (consulté le 7 août 2023)
8. ↑  « Mohamed Amine ZARIAT, le seul Marocain parmi les 80 leaders globaux du programme américain IVLP », sur Telquel.ma (consulté le 7 août 2023)
9. ↑  par Imane Bouhrara, « OCP et l’ONG Tibu Africa s'associent pour le renforcement, la formation et le développement des compétences des associations sportives locales de Khouribga », sur ecoactu.ma, 18 juillet 2023 (consulté le 7 août 2023)
10. ↑  (en-US) « Mohamed Amine Zariat, Morocco, Books, Inspiring, Mentor, Read, Inspire », sur Those Who Inspire (consulté le 7 août 2023)
11. ↑  Hicham, « Mohamed Amine ZARIAT, Ashoka Fellow & Président de l’ONG Tibu Africa nommé membre du conseil consultatif de « Sport for Social Change Network Africa » », sur FAMILLE ACTUELLE, 29 août 2022 (consulté le 7 août 2023)
12. ↑  (en-US) « Mohamed Zariat | Ashoka | Everyone a Changemaker », sur www.ashoka.org (consulté le 7 août 2023)
13. ↑  La rédaction, « Mohamed Amine Zariat nommé membre du conseil consultatif de “Sport for Social Change Network Africa” », sur Femmes du Maroc, 31 août 2022 (consulté le 7 août 2023)
14. ↑  LE MATIN, « Tibu Africa et ESSEC Afrique signent une convention de partenariat », sur lematin.ma (consulté le 7 août 2023)
15. ↑  « Mohamed Amine ZARIAT, le seul Marocain parmi les 80 leaders globaux du programme américain IVLP », sur Telquel.ma (consulté le 7 août 2023)
16. ↑  « Mohamed Amine Zariat, bien dans son basket », sur Telquel.ma (consulté le 7 août 2023)
17. ↑  (en) « Mohamed Amine Zariat, Community Organizer | Bureau of Educational and Cultural Affairs », sur eca.state.gov (consulté le 7 août 2023)
18. ↑  « Amine Zariat veut faire du basketball un vecteur de développement social | Challenge.ma », sur www.challenge.ma (consulté le 7 août 2023)
19. ↑  « Mohamed Amine Zariat, bien dans son basket », sur Telquel.ma (consulté le 7 août 2023)
20. ↑  « Tibu Africa – L'innovation sociale par le sport » (consulté le 7 août 2023)
21. ↑  (en-US) « Sport en Commun », sur Sport en Commun (consulté le 7 août 2023)
22. ↑  LE MATIN, « Tibu Africa et l’INDH inaugurent des terrains de sports à Ouled Azzouz », sur lematin.ma (consulté le 7 août 2023)
23. ↑  hamiss MBA, « Maroc - Casablanca : L’ONG Tibu Africa et la Province de Nouacer ont procédé à l’inauguration de nouveaux terrains sportifs pour les personnes en situation de Handicap », sur AFRIKSPORTSMAGAZINE, 25 mars 2023 (consulté le 7 août 2023)
24. ↑  y.taleb, « Ouled Azzouz : de nouveaux terrains de sports destinés aux jeunes et personnes en situation de handicap », sur www.menara.ma (consulté le 7 août 2023)
25. 1 2  Rédaction A, « Développement par le sport : Act4Community et Tibu Africa soutiennent Khouribga », sur LeSiteinfo.com, 18 juillet 2023 (consulté le 7 août 2023)
26. ↑  Mohamed Baba, « Entrepreneuriat Social & Innovation Sociale par le Sport. Distinction Internationale pour le Marocain Mohamed Amine Zariat, Président de TIBU Maroc, élu Membre du Réseau International des Innovateurs Ashoka », sur HIBAPRESS, 4 décembre 2018 (consulté le 7 août 2023)
27. ↑  ALM, « Mohamed Amine Zariat en quête de consécration à l’international », sur Aujourd'hui le Maroc, 6 mai 2020 (consulté le 7 août 2023)
28. ↑  « Arryadia - Arryadia », sur arryadia.snrt.ma (consulté le 7 août 2023)
29. ↑  « Les 4E de TIBU. Empowerment, Education, Employabilité et Entreprenariat. », sur Le7tv.ma, 23 septembre 2019 (consulté le 7 août 2023)
30. ↑  Sara Omar, « Casablanca : lancement d’un nouveau programme d’inclusion socio-économique des jeunes par le sport », sur Barlamane, 28 juin 2023 (consulté le 7 août 2023)
31. ↑  « Casablanca : Lancement d’un nouveau programme d’inclusion socio-économique des jeunes par le sport avec le soutien de l’INDH », sur PAM, 28 juin 2023 (consulté le 7 août 2023)
32. ↑  (en-US) Claudia Teti, « TIBU Africa Changes Lives Through Sports », sur Foreign Policy, 9 août 2023 (consulté le 7 août 2023)
33. ↑  (en-GB) Redacteur, « Moroccan NGO Tibu Africa elected Best NGO in North Africa in Johannesburg », sur www.moroccoembassy.co.za, 26 novembre 2022 (consulté le 7 août 2023)
34. ↑  (en-US) « Mohamed Amine Zariat », sur smartcities & sport (consulté le 7 août 2023)
35. ↑  « Casablanca-Settat : Lancement du centre TIBU d'éducation par le sport », sur Maghress (consulté le 7 août 2023)